# Linguaphone (Công ty)
Linguaphone là nhà cung cấp các khóa đào tạo ngôn ngữ trên toàn cầu, có trụ sở tại London và đã cung cấp các khóa ngôn ngữ tự học ngữ từ năm 1901.
Là một phần của Tập đoàn Linguaphone, danh mục sản phẩm ngôn ngữ tự học của Linguaphone được bán tại hơn 60 quốc gia trên toàn thế giới. Họ đã sản xuất một loạt các khóa học ngôn ngữ tự học bằng 15 ngôn ngữ; Có sẵn trên CD, phiên bản MP3 và trình phát phương tiện MP4 cho học sinh ở mọi cấp độ muốn học một ngôn ngữ mới.

## Phương pháp học
Các khóa tự học của Linguaphone theo phương pháp nội bộ của Linguaphone về Nghe, Hiểu, Nói. Học viên được khuyến khích lắng nghe ngôn ngữ từ đầu, bắt đầu đọc cùng lúc với việc lắng nghe, và chỉ nói một khi học viên đã được học cách để hiểu ngôn ngữ đang được trình bày.

## Lịch sử
Linguaphone được thành lập vào năm 1901 bởi Jacques Roston, một dịch giả và giáo viên ngôn ngữ, sinh ra ở Ba Lan, (Koło), và họ là công ty đào tạo ngôn ngữ đầu tiên nhận ra tiềm năng của việc kết hợp khóa học viết truyền thống với việc trau chuốt lại kiến thức và sau đó là với các bản ghi âm.
Ở đỉnh cao của sự nổi tiếng, Linguaphone không chỉ là một nhà xuất bản quốc tế lớn với nhiều văn phòng đại diện uy tín (về sách, hồ sơ, băng và băng cassette) mà họ còn điều hành các trường ngôn ngữ thời thượng ở một số thành phố lớn trên thế giới, như ở London, Paris, New York và Tokyo. Chuỗi Học viện Linguaphone này có thể nói là lâu đời thứ hai trong số các cơ sở giảng dạy ngôn ngữ quốc tế (lâu đời nhất là Berlitz, được thành lập năm 1878 và ngày nay là Berlitz International, với phương pháp Berlitz gây tranh cãi) và như vậy, Linguaphone đã có lúc là sự lựa chọn gần như là đầu tiên trong số những người có tiếng tăm, bao gồm cả hoàng gia.
Các trường phục vụ chủ yếu cho giới kinh doanh và dịch vụ ngoại giao, đã điều chỉnh phương pháp của Linguaphone để có thể sử dụng linh hoạt kết hợp với việc học trực tiếp và phòng tương tác ngôn ngữ mới. Máy ghi âm trong các phòng lab ngôn ngữ của trường được Linguaphone thiết kế đặc biệt (và được cấp bằng sáng chế) để làm việc trên hai track riêng biệt: một track chính với giọng nói của giáo viên chỉ có thể nghe, không thể xóa và một  track khác dành cho học sinh, các học sinh có thể ghi lại và xóa giọng nói của họ bao nhiêu lần tùy thích. Giáo viên cũng có mặt để theo dõi sự tiến bộ của học sinh trong các buổi tương tác này và khi cần, họ có thể hướng dẫn cá nhân thông qua tai nghe được liên kết với tháp giám sát trung tâm ở giữa phòng lab.
Phương pháp học này đã được phát triển và cải tiến hơn nữa với việc phát minh ra phòng lab ngôn ngữ di động, cái gọi là minilab, có thể được thuê trong thời gian nhất định (với băng cassette thay vì băng từ). Các minilabs được sử dụng rộng rãi cho công ty học ngôn ngữ cũng như cho việc đào tạo ngôn ngữ thường xuyên tại cơ quan chính phủ và các tổ chức chuyên nghiệp, như Bộ Quốc phòng, Văn phòng Ngoại giao và Liên bang và Viện Giám đốc.
Tuy nhiên, áp lực kinh tế, nhất là sự cạnh tranh ngày càng tăng, đã buộc các trung tâm học ngôn ngữ thời thượng của Linguaphone  (với cơ sở sang trọng và cá nhân đến học trực tiếp) phải ngừng hoạt động. Cơ sở cuối cùng tại 26 - 32 đường Oxford, London W.1. Vương quốc Anh, đóng cửa vào tháng 9 năm 1980. Sự sụp đổ của nó cũng đánh dấu sự kết thúc của một kỷ nguyên trong giảng dạy ngôn ngữ chuyên nghiệp, vì đây là cơ sở cuối cùng sử dụng loại hình thuê đội ngũ giảng viên giảng dạy toàn thời gian, thay vì là những giảng viên tự do được trả lương theo giờ. Các thành viên toàn thời gian của nhân viên tại trường London có tiếng là được lựa chọn cẩn thận bằng cách sử dụng các tiêu chí vượt xa các kỹ năng giảng dạy ngôn ngữ của họ, và trong những năm qua một số người trong đội ngũ đó đã trở nên nổi tiếng ở một số lĩnh vực khác. Điển hình như Eckhart Tolle, nhà triết học nổi tiếng thế giới và là tác giả về thế giới tâm linh bán chạy nhất cũng đã bắt đầu sự nghiệp của mình ở đó với tư cách là một giáo viên trẻ người Đức và Tây Ban Nha.

### Linguaphone Hồng Kông

Thông báo thanh lý được đăng trên lối vào văn phòng của Linguaphone Hồng Kông. Sau 48 năm hoạt động tại Hồng Kông, Linguaphone Hồng Kông đã bị đóng cửa vào ngày 17 tháng 1 năm 2009, do khó khăn tài chính.

Chi nhánh Hồng Kông của Linguaphone được khai trương vào năm 1961, nó đã trở nên phổ biến trong suốt những năm 1970 và 1980  bởi vì hệ thống ghi âm của nó cung cấp tùy chọn linh hoạt cho những người không thể tham gia các khóa học ngôn ngữ tại một thời điểm và địa điểm cố định. Nó cũng cho phép sinh viên nghe tài liệu nhiều lần bất cứ lúc nào họ thích trong suốt khóa học, điều mà các phương pháp giáo dục thông thường không thể cung cấp tại Hồng Kông. Tuy nhiên, với sự ra đời của Internet và phổ biến máy tính, tạo điều kiện cho trải nghiệm học tập trực tuyến và tương tác, và các đối thủ khác như Học viện Phố Wall Hồng Kông, chi nhánh Hồng Kông của Linguaphone đã bị suy giảm liên tục từ đầu những năm 2000 và cuối cùng tuyên bố thanh lý vào ngày 17 tháng 1 năm 2009.

## Trung tâm đào tạo tiếng Anh của Tập đoàn Linguaphone
Tập đoàn Linguaphone có một mạng lưới các trung tâm đào tạo tiếng Anh toàn cầu cho người lớn (Direct English) và trẻ em (Pingu) trên toàn thế giới trên khắp châu Âu, Trung Đông, châu Á và châu Phi. Tập đoàn có các trung tâm tại Nhật Bản, Pháp, Tây Ban Nha, Ý, Síp, Algeria, Ai Cập, Syria, Ả Rập Xê Út, Malaysia, Singapore, Indonesia, Đài Loan, Thái Lan, Thổ Nhĩ Kỳ, Bồ Đào Nha, Ấn Độ và Việt Nam.

## Công đoàn nhân viên
Tại chi nhánh Linguaphone của Nhật Bản, nhân viên được đại diện bởi công đoàn Tozen.